# William H. McRaven
William Harry McRaven, ameriški admiral, * 6. november 1955, Pinehurst, Severna Karolina, ZDA.
Viceadmiral McRaven je trenutno poveljnik Poveljstva združenih specialnih operacij ZDA (JSOC). Preden je 13. junija 2008 prevzel poveljstvo JSOC, je bil (med junijem 2006 in marcem 2008) poveljnik Poveljstva specialnih operacij Evropa (SOCEUR). Poleg položaja poveljnika SOCEUR je bil tudi prvi direktor Natovega Koordinacijskega centra specialnih operacij (NATO Special Operations Forces Coordination Centre; NSCC), na katerem položaju se je ukvarjal z razširitvijo zmožnosti in meddržavnega sodelovanja med specialnimi silami sil Nata. 

## Življenje
McRaven se je rodil v Pinehurstu, Severna Karolina. V San Antoniu v Teksasu je končal Srednjo šolo Theodore Roosevelt (Theodore Roosevelt High School). S šolsko štipendijo je študiral na Univerzi Teksasa v Austinu (University of Texas at Austin), kjer je bil tudi pripadnik NROTC. Leta 1977 je diplomiral iz novinarstva. Pozneje je prejel še magisterij na Pomorski podiplomski šoli (Naval Postgraduate School), kjer je pomagal vzpostaviti in bil tudi prvi diplomiranec smeri 'Specialne operacije/Konflikt nizke intenzitete (Special Operations/Low Intensity Conflict).
Bil je poveljnik na vseh ravneh specialnih sil; med drugim je tako bil namestnik poveljnika JSOC za operacije, poveljnik Naval Special Warfare Group 1, poveljnik SEAL Team 3, poveljnik bojne skupine v CENTCOM, poveljnik bojne skupine med zalivsko vojno, poveljnik eskadrilje v sestavi Naval Special Warfare Development Group in poveljnik voda SEAL v sestavi Underwater Demolition Team 21/SEAL Team 4. 
McRaven je bil tudi štabni častnik z medagencijskim fokusom, pri čemer je bil direktor strateškega načrtovanja v Pisarni za boj proti terorizmu (Office of Combating Terrorism) v sklopu Nacionalnega varnostnega sveta ZDA (United States National Security Council), direktor za oceno pri Poveljstvu specialnih operacij ZDA (U.S. Special Operations Command), bil član štaba načelnika pomorskih operacij ZDA in načelnik štaba Naval Special Warfare Group 1.
6. aprila 2011 je predsednik ZDA predlagal McRavna za napredovanje v admirala in da zasede položaj poveljnika Poveljstva specialnih operacij ZDA (USSOCOM).

### Operacija Neptunovo kopje
McRaven velja za načrtovalna in izvršitelja operacije Neptunovo kopje (Operation Neptune's Spear), operacije specialnih sil, med katero je bil ubit Osama bin Laden. Direktor Cie, Leon Panetta, je McRavna zadolžil, da pripravi slednjo operacijo; na sledji je delal skoraj izključno vse od leta 2001.
Po končni potrditvi bin Ladnovega bivališča je McRaven predstavil tri možne izvedbe operacije: a) helikopterski napad pripadnikov SEAL, b) napad z bombniki Northrop B-2 in c) skupni napad s pakistanskimi silami. Obama se je odločil za prvo možnosti.

## Odlikovanja
- Značka Navy SEALs
- Presidential Service Badge
- Značka JSOC

| Bronze oak leaf cluster                                         | Defense Superior Service Medal with oak leaf cluster     |
| Gold award star                                                 | Legija za zasluge z eno zlato zvezdo                     |
| Gold award star                                                 | Bronasta zvezda z eno zlato zvezdo                       |
|                                                                 | Defense Meritorious Service Medal                        |
| Gold award star · Gold award star · Gold award star             | Meritorious Service Medal s tremi zlatimi zvezdami       |
|                                                                 | Joint Service Commendation Medal                         |
|                                                                 | Navy and Marine Corps Commendation Medal                 |
|                                                                 | Navy and Marine Corps Achievement Medal                  |
|                                                                 | Combat Action Ribbon                                     |
| Bronze service star · Bronze service star                       | Navy Unit Commendation z dvema bronastima zvezdami       |
|                                                                 | Navy "E" Ribbon                                          |
| Bronze service star                                             | National Defense Service Medal z bronasto zvezdo         |
| Bronze service star · Bronze service star · Bronze service star | Southwest Asia Service Medal s tremi bronastimi zvezdami |
|                                                                 | Afghanistan Campaign Medal                               |
|                                                                 | Iraq Campaign Medal                                      |
|                                                                 | Global War on Terrorism Expeditionary Medal              |
|                                                                 | Global War on Terrorism Service Medal                    |
|                                                                 | Navy Sea Service Deployment Ribbon                       |
|                                                                 | Navy and Marine Corps Overseas Service Ribbon            |
|                                                                 | Medalja za osvoboditev Kuvajta (Savdska Arabija)         |
|                                                                 | Medalja za osvoboditev Kuvajta (Kuvajt)                  |
|                                                                 | Navy Expert Rifleman Medal                               |
|                                                                 | Navy Expert Pistol Shot Medal                            |

## Dela
- Spec Ops: Case Studies in Special Operations Warfare Theory and Practice. Presidio Press. 1995. ISBN 978-0891415442. (Paperback: ISBN 978-0891416005)